# Liste de plantes tinctoriales

## Teinte bleu
- Baptisia tinctoria (Baptisia tinctoria L.)
- Maurelle ou tournesol à drapeaux (Chrozophora tinctoria (L.) A.Juss.)[1]
- Indigotier (Indigofera tinctoria L.)
- Laurier des teinturiers (Wrightia tinctoria (Roxb.) R.Br.)
- Liane-indigo, gara, Philenoptera cyanescens (= Lonchocarpus cyanescens) et L. laxiflorus[2]
- Marsdenia tinctoria (Asclepiadaceae)
- Pastel des teinturiers ou guède (Isatis tinctoria L.)
- Renouée des teinturiers, Persicaria tinctoria Ait. (= Polygonum tinctorium)
- Indigo d'Assam, Strobilanthes cusia (= Strobilanthes flaccidifolius)

## Teinte brun à noir
- Acacia à cachou (Acacia catechu (L.f.) Willd.)
- Campêche (Haematoxylum campechianum L.)
- Henné (Lawsonia inermis L.)
- Noyer commun (Juglans regia L.)
- Sumac des corroyeurs (Rhus coriaria L.)

## Teinte jaune
- Camomille des teinturiers (Anthemis tinctoria L.)
- Chanvre bâtard (Galeopsis tetrahit L.)
- Chêne quercitron (Quercus velutina Lam.)
- Clinopode commun (Clinopodium vulgare L.)
- Curcuma (Curcuma longa L.)
- Genêt des teinturiers (Genista tinctoria L.)
- Reseda luteola ou gaude ou réséda des teinturiers (Reseda luteola L.)
- Safran (Crocus sativus L.)
- Sarrette des teinturiers (Serratula tinctoria L.)
- Tanaisie commune (Tanacetum vulgare L.) [3]
- Tussilage (Tussilago farfara L.)

## Teinte orange
- Cryptocarya rubra (Cryptocarya alba (Molina) Looser)
- Curcuma (Curcuma longa)

## Teinte rouge à brun
- Aspérule des teinturiers (Asperula tinctoria L.)
- Aspérule odorante (Galium odoratum (L.) Scop.)
- Carthame des teinturiers (Carthamus tinctorius L.)
- Fenugrec (Trigonella foenum-graecum L.)
- Garance du Sikkim (Rubia sikkimensis Kurz)
- Garance des teinturiers (Rubia tinctorum L.)
- Garance voyageuse (Rubia peregrina L.)
- Henné (Lawsonia inermis L.)
- Nerprun alaterne (Rhamnus alaternus L.)
- Noyer commun (Juglans regia L.)
- Orcanette des teinturiers (Alkanna tinctoria Tausch)
- Orcanette jaune (Alkanna lutea Moris)
- Orseille (Roccella tinctoria DC.)
- Pernambouc (Paubrasilia echinata Lam.)
- Roucou (Bixa orellana L.)
- Sumac des corroyeurs (Rhus coriaria L.)

## Teinte violet pourpre magenta
- Orchilla (Roccella canariensis Darb.)
- Orseille ou pourpre française (Roccella tinctoria DC.)